# 矢藤あき
矢藤 あき（やとう あき、1985年6月16日 - ）は、日本の元AV女優。
趣味：スポーツ。2004年にAVデビュー。2007年2月に『LAST SEX 矢藤あき引退作品』の発売をもって引退。

## 作品

### アダルトビデオ
発売日不明
- 雌女anthology#011　（アウダースジャパン）
- 癒らし。VOL.8 （アウダースジャパン）

2004年
- 逆レイプ ペニバン女子校生 （8月19日、SODクリエイト）
- 僕、専用。16号[AKI] （10月1日、ゴーゴーズ）
- ペニバン逆アナル 3 （11月4日、ナチュラルハイ）
- ドスケベ三姉妹 美乳編 （11月10日、オブテイン・フューチャー）
- LUSH GIRLS GO CRAZY （11月27日、オーロラプロジェクト）
- やっぱモリマンでしょ! （12月15日、隼エージェンシー）
- キス・コレクション 25人のべろんちょ娘（12月15日、隼エージェンシー）
- フェラコレ2004 フェラマニア完全保存版 40人のフェラジェンヌ（12月15日、隼エージェンシー）

2005年
- マックスデュエラー アクティオン （1月6日、ヒビノ）
- 僕、専用。Special 七天使激闘編 〜まごころをきみに〜 （1月7日、ゴーゴーズ）
- レズ院内感染 コスプ・レ・ズ vol.1 （1月14日、U&K）
- 巨乳中出し240 6 （1月15日、隼エージェンシー）
- オナニスト [第九章] （1月15日、隼エージェンシー）
- デジタルモザイク、超ドアップまんこアングル （2月1日、MOODYZ）
- ドリームクリニック VOL．7 （2月1日、MOODYZ）
- 若妻中出し （2月4日、タカラ映像）
- 鬼畜系ハメ撮り制作委員会 File.4 「騙して中出し!!」 （2月11日、U&K）
- OL痴女 （2月15日、MOODYZ）オムニバス作品
- 女院長陵辱 （3月4日、タカラ映像）
- 若妻陵辱 （3月11日、タカラ映像）オムニバス作品
- 時間よ止まれ! パート1（3月17日、V&Rプロダクツ）
- 凌辱　（2005年5月13日、オーロラ・プロジェクト）
- やっぱ!中出しでしょ2 *10人の中出し姫* （5月18日、隼エージェンシー）
- かんにんして （5月20日、桃太郎映像出版）
- スポエロ王者決定戦 （5月20日、ネクストイレブン）
- 水着潮吹き女教師 （6月1日、GLAY'z）
- 人妻の性欲 （6月10日、タカラ映像）
- Diva （6月13日、MOODYZ）
- 欲情不倫妻 不倫調教 （7月6日、グローバルメディアエンタテインメント）
- AVアイドル矢藤あきの生理ファックvs台湾出身スーパーモデル日本発FUCK （7月15日、素人倶楽部）
- 女子高生集団痴女バス （7月20日、イマージュ）
- リアル・スペクタクル 2 （7月22日、オブテイン・フューチャー）
- 巨乳若妻 午後の淫靡な社内関係 （8月6日、ラハイナ東海）
- いきまくり4時間 10人のエロ女たち （8月10日、隼エージェンシー）
- 淫語オナニー愛好家　3 （8月11日、GUTS）
- ザーメンレイプ30発 ぶっかけと同時に中出し!! （8月18日、アイエナジー）
- おとなの宴会 乱交! ピンク★コンパニオン5 〜王様ゲーム・野球拳付き（コスプレ無料）〜 （8月18日、V&Rプロダクツ）
- マンコ喰い込みギャランドゥ （9月5日、イエロー）
- 会員制高級ソープ 二輪車限定 巨乳生姫専門店 （9月9日、GLAY'z）
- 団地妻 生中出し 5 （9月9日、TMA）
- Punk★Girls [妄想ドラッグ&変態セックス] （9月10日、ドリームチケット）
- EGOIST[モデル系★猥褻痴女] （10月10日、ドリームチケット）
- 淫乱家庭教師6人の個人レッスン （11月4日、アイエナジー）
- 接吻性器 （10月5日、イエロー）
- 猥褻Boots （12月10日、ドリームチケット）オムニバス作品
- コスプレ★えっち あき　（12月22日、GLAY'z）

2006年
- 誘惑ミセス 72 （1月13日、U&K）
- 忍者 Vol.40 （1月27日、GIGA）
- Premiere Hip’ vol.1 （2月3日、U&K）
- ツンデレLOVE （2月3日、TMA）オムニバス作品
- なまハメ中出し注入 [白衣の天使編] （2月3日、デジタルバンク）
- PORNOGRAPH 04 （3月31日、HMJM）
- 人の妻 〜ひとのつま〜 極上美形ワイフ （4月14日、デジタルバンク）
- ヌキ過ぎ!!ハーレム3時間（4月20日、ジェイモデル）
- コスプレコレクション vol.4（4月21日、映天）
- OLリモコンバイブ野外研修 2（4月21日、笠倉出版社）
- 淫乱感染痴女病棟 （5月1日 MOODYZ）
- 矢●あきの裏モザイク無しビデオ（5月10日、エイチ・エス映像）
- 人気女優の過激裏ビデオ 『矢藤あき』様が乱れまくって全身痙攣絶頂! （5月10日、ロードアウトムービー）
- 業界初丸見えモザイク特許出願中 矢藤あきちゃん 21才 （6月28日、名古屋のおやじ）
- 集団痴女VS筋肉マン（7月19日、クロス）
- 悪のヒロイン絶体絶命 人造人間マーリア（7月28日、GIGA）
- 見たことある有名な女優が面接官ってだけで、絶対「ナニかある」って期待してる男優志望の素人さんを面接時に逆セクハラ。 （9月5日、ワープエンタテインメント）
- GOKKUN 02 （9月19日、エムズビデオグループ）
- 女だけの巨乳家族 レズビアン近親相姦 （9月19日、クロス）
- 全編フルデジタルモザイク W痴女騎乗位激ピストン 滝沢優奈&矢藤あき （10月19日、SODクリエイト）
- ジャパニーズビューティーモデルズSP （11月15日、ジェイモデル）
- クィーンズスレイヴ 闘姫淫虐 （11月17日、GLAY'z）
- 超高級中国エステ裏メニュー （11月19日、クロス）
- 誘惑 （12月7日、SODクリエイト）
- 巨乳霊 （12月18日、シャイ企画）
- 尻とろニクス 美尻、丸出し姉ちゃん抜きたおし。 Vol.4 （12月19日、ZONE）
- Excite ビーチバレー （12月22日、TMA）

2007年
- MOODYZ 完全撮り下ろし8時間SPECIAL （2月13日、MOODYZ）
- LAST SEX 矢藤あき引退作品（2月13日、MOODYZ）
- 競泳水着アイランド in GUAM（2月16日、GLAY'z）オムニバス作品
- GOLDEN TICKET（3月1日、A-BOX）オムニバス作品

### イメージビデオ
- あき エロヌレ/矢藤あき（2005年12月22日、イーネット・フロンティア）
- 覗き（ダメ？！）-2/矢藤あき（2006年2月22日、イーネット・フロンティア）
- AI女優/矢藤あき　（2006年7月26日、レーヴ）

### オリジナルビデオ
- 若妻懺悔（秘）劇場 危険な昼下がり（2006年5月26日 竹書房）